# Olympia 52
Olympia 52 è un documentario del 1952 diretto da Chris Marker. Incentrato sulle Olimpiadi di Helsinki 1952, è la prima opera del regista francese, filmato in 16 mm e solo successivamente passato ai 35 mm.

## Trama
Secondi Giochi olimpici dopo la Seconda guerra mondiale, dalla cerimonia di apertura (con la fiamma olimpica accesa dal finlandese Paavo Nurmi) alla consueta sfida tra il ceco Emil Zátopek e il francese Alain Mimoun. Zatopek trionferà davanti a Mimoun ei 5000 metri e nei 10000 metri, vincendo poi il suo terzo oro nella maratona. I due non sono più molto giovani, Zátopek ha 30 anni, e Mimoun è di un anno più vecchio. Quattro anni prima a Londra 1948, il francese si dovette accontentare della medaglia d'argento nei 10000 metri. Dovrà aspettare altri quattro anni, quando Zátopek sceglierà di ritirarsi dalla attività agonistica, per vincere la sua prima medaglia d'oro alle Olimpiadi di Melbourne 1956 nella maratona.